# Midtown (Tennessee)
Midtown é uma cidade localizada no estado norte-americano de Tennessee, no Condado de Roane.

## Demografia
Segundo o censo norte-americano de 2000, a sua população era de 1306 habitantes.

## Geografia
De acordo com o United States Census Bureau tem uma área de
12,4 km², dos quais 12,2 km² cobertos por terra e 0,2 km² cobertos por água.

## Localidades na vizinhança
O diagrama seguinte representa as localidades num raio de 28 km ao redor de Midtown.